# Diego Rodríguez (honduraski piłkarz)
Diego Fernando Rodríguez López (ur. 6 listopada 1995 w Tegucigalpie) – honduraski piłkarz występujący na pozycji lewego obrońcy, reprezentant Hondurasu, od 2023 roku zawodnik Victorii.